# Fernando Chui Sai-on
Fernando Chui Sai-on GCM, em chinês 崔世安; em pinyin: Cuī Shì'ān, (Macau, 13 de janeiro de 1957) é um gestor e político de Macau, foi Chefe do Executivo da Região Administrativa Especial de Macau de 2009 até 2019.

## Educação
Fernando Chui concluiu a licenciatura em Gestão de Saneamento Urbano da Universidade da Califórnia, nos Estados Unidos da América (EUA). Concluiu na Universidade de Oklahoma, também nos EUA, o mestrado em Gestão de Medicina e o doutorado em Gestão de Saúde Pública. 

## Carreira profissional e participação cívica
Fernando Chui serviu, geriu, administrou e trabalhou em diversas organizações, tendo assumido por exemplo os cargos de:
- chefe do Departamento de Medicina e Saúde da Associação de Beneficência Tong Sin Tong;
- director executivo da Associação de Beneficência do Hospital Kiang Wu;
- presidente da Associação Juvenil dos Empregados do Hospital Kiang Wu;
- membro do Conselho de Administração do Fundo do Banco de Olhos de Macau (em inglês: Macau Eye Bank Fund);
- presidente honorário da Associação do Pessoal de Enfermagem de Macau;
- membro e vogal executivo da Federação da Juventude da China;
- presidente da Associação dos Jovens Empresários de Macau (Jaycees), em 1991;
- presidente vitalício da Associação dos Membros Seniores da "Macau Junior Chamber of Commerce";
- presidente do Conselho Fiscal da Associação de Apoio aos Deficientes de Macau;
- vice-presidente da Assembleia Geral da "Macau Management Association";
- director da Escola Kiang Peng;
- director da Escola de Formação Profissional Kiang Peng.

## Carreira política
Entre 1992 a 1996, Fernando Chui Sai-on foi deputado da Assembleia Legislativa de Macau, eleito por sufrágio directo pela lista "União para o Desenvolvimento/UPD" (apoiada pela Associação Geral dos Operários de Macau). Foi também membro do Conselho de Juventude e do Conselho do Ambiente do Governo português de Macau. 
Em Agosto de 1999, ele foi nomeado Secretário para os Assuntos Sociais e Cultura do I Governo da Região Administrativa Especial de Macau (RAEM), pelo Governo Central da República Popular da China. No dia 4 de Dezembro de 2004, foi nomeado de novo para Secretário para os Assuntos Sociais e Cultura do II Governo da RAEM. Entre 1999 a 2009, o Governo da RAEM foi chefiada e encabeçada por Edmund Ho Hau-wah.
No dia 26 de Julho de 2009, Fernando Chui foi eleito, por sufrágio indirecto e mais precisamente por uma "Comissão Eleitoral", para o cargo de terceiro Chefe do Executivo da RAEM, passando a liderar o Governo da RAEM. No dia 11 de Agosto de 2009, foi reconhecido e oficialmente nomeado para o cargo pelo Primeiro-ministro da República Popular da China, que na altura era Wen Jiabao. E, por fim, no dia 20 de Dezembro de 2009, Fernando Chui Sai-on tomou oficialmente posse do cargo de Chefe do Executivo, para um mandato de 5 anos. Em 2014, através de um idêntico método eleitoral supra-mencionado, foi re-eleito e nomeado para Chefe do Executivo, para um novo mandato de 5 anos, tomando posse no dia 20 de Dezembro de 2014.

## Relatórios das Linhas de Acção Governativa
| Ano  | Português | Chinês                              |
| ---- | --- | ----------------------------------- |
| 2019 | Aproveitamento das oportunidades, desenvolvimento equilibrado                                                                       | 把握機遇 均衡發展                   |
| 2018 | Empenho pragmático, partilha dos frutos do desenvolvimento                                                                          | 務實進取 共享發展                   |
| 2017 | Implementação Progressiva do Planeamento, Construção Conjunta de um Bom Lar                                                         | 逐步落實規劃 共建美好家園           |
| 2016 | Impulsionar a economia, promover o bem-estar da população, consolidar o desenvolvimento                                             | 促經濟 重民生 穩發展                |
| 2015 | Coordenar o planeamento, promover o desenvolvimento estável Reunir sabedorias da sociedade, alcançar conjuntamente novos progressos | 統籌規劃 穩健發展 匯聚民智 同創新篇 |
| 2014 | Aumentar a capacidade global e promover o desenvolvimento sustentável                                                               | 增強綜合實力 促進持續發展           |
| 2013 | Melhorar o bem-estar da população e planear o desenvolvimento a longo prazo                                                         | 增進民生福祉 立足長遠發展           |
| 2012 | Promover a diversificação adequada da economia e elevar a qualidade de vida da população                                            | 推動經濟適度多元 提高民生綜合水平   |
| 2011 | Implementar a governação científica e projectar o plano de desenvolvimento                                                          | 落實科學施政 規劃發展藍圖           |
| 2010 | Desenvolvimento concertado e progresso harmonioso                                                                                   | 協調發展 和諧共進                   |

### Escândalos
Quando era Secretário para os Assuntos Sociais e Cultura (1999-2009), Fernando Chui esteve alegadamente envolvido em vários escândalos. O mais notável de todos eles foi sem dúvida o caso da derrapagem orçamental (o orçamento ultrapassou mais de 70% do que fora previsto inicialmente) na organização dos 4º Jogos da Ásia Oriental, em 2005. Este caso esteve depois intimamente ligado ao famoso caso de corrupção protagonizado por Ao Man Long, que foi Secretário para os Transportes e Obras Públicas de 1999 até à data da sua detenção, em 2006. Como resultado destes acontecimentos, a sua imagem política e pública ficou afectada e alguns cidadãos de Macau chegaram a acusá-lo de corrupção, se bem que nenhum processo judicial foi accionado contra ele.

### Condecorações
- Grã-Cruz da Ordem do Mérito de Portugal (17 de Maio de 2014)[5]